# Terešov
Terešov (německy Tereschau) je obec v okrese Rokycany v Plzeňském kraji. Leží na hranici CHKO Křivoklátsko. Žije zde 179 obyvatel.

## Historie
První písemná zmínka o místním názvu Terešov pochází z roku 1361. Vzešel odtud rod Kořenských z Terešova, který si zde roku 1414 dal postavit gotickou tvrz, kromě toho získal roku 1414 Kaceřov a Olešnou, později k rodovému majetku připojil také Radyni. Terešovskou tvrz přestavěli po roce 1616 Běšínové z Běšin.
V roce 1723 dal Václav Diviš Miseroni z Lissonu na místě tvrze postavit vrcholně barokní zámek.  Ten přešel roku 1737 do majetku Strojetických ze Strojetic. Po jejich odchodu od roku 1764 statek často střídal majitele.
V roce 1838 zde založil Jakob A. Popper chemický závod.
V roce 1902 byl majitelem alodiálního statku Terešov Jan Tetřev a v obci byl provozován pivovar, lihovar a cihelna.

### Židovská komunita

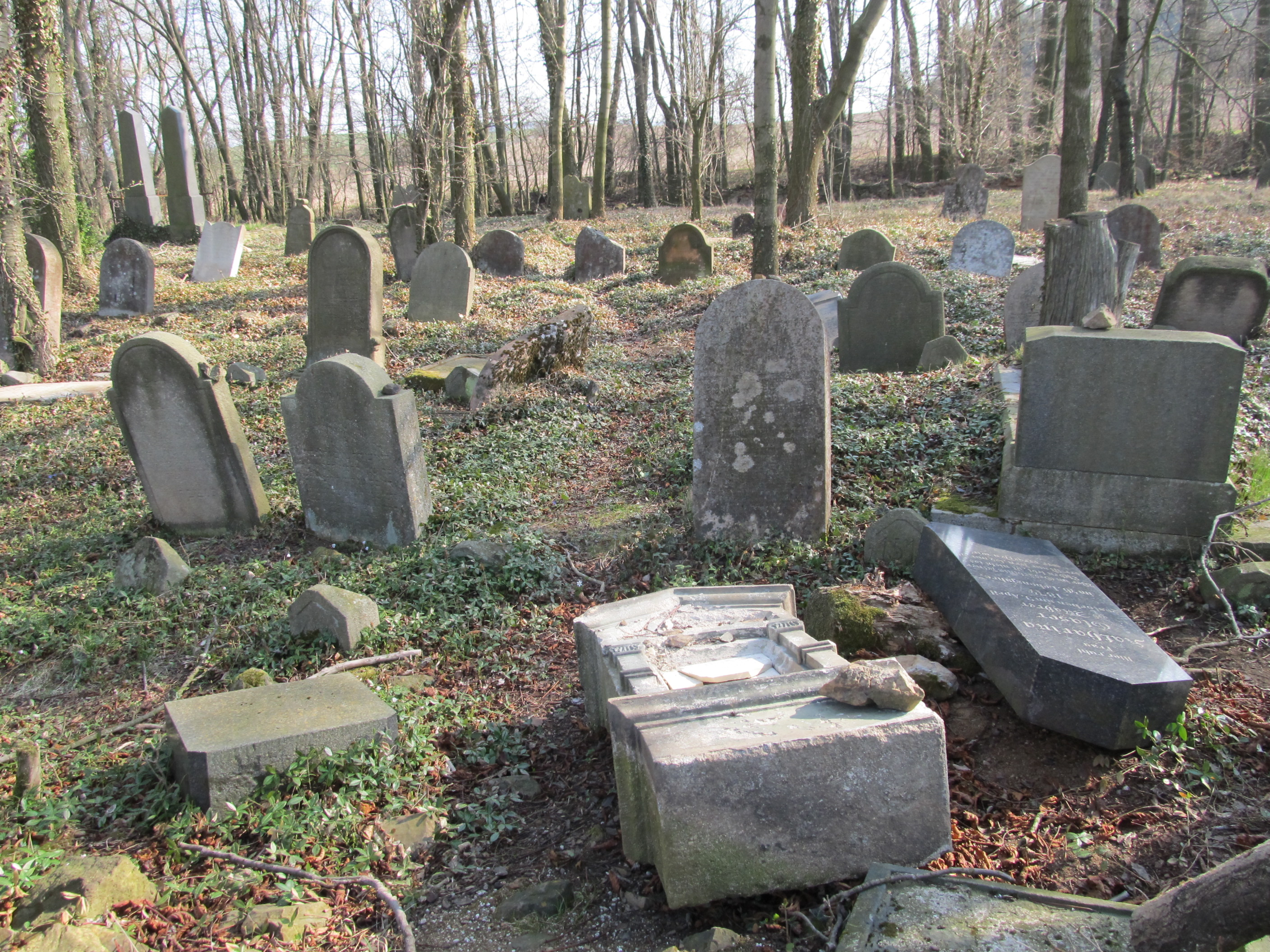
Židovský hřbitov Terešov

Terešov (hebrejsky טערעשוי‎, Terešoj) má historicky nejstarší a také jednu z nejdůležitějších židovských obcí na Rokycansku. První zmínka o Židech v Terešově pochází již z roku 1623 (některé prameny udávají již o sto let dříve).
Židé údajně přišli do Terešova z pražského ghetta během jedné z morových ran, která postihla Prahu. Nebyli ale do vesnice kvůli obavě z nákazy vpuštěni, a tak prý byli nuceni přebývat v okolních lesích. Prvních několik zemřelých pochovali na místě zdejšího židovského hřbitova, což údajně zapříčinilo jeho vznik.
Terešov až do 19. století hrál roli přirozeného administrativního a náboženského centra pro místní, malé židovské obce, roztroušené po okolních vsích. Nacházel se zde židovský hřbitov, synagoga, škola, rabinát, pohřební bratrstvo, mikve, košer řezník atd. Důležitost Terešova jako správního střediska se snížila až během 19. století, kdy se osamostatnily některé okolní židovské obce, např. Hřešihlavy a definitivně po roce 1848, kdy byl zrušen zákaz pobytu Židů v Rokycanech a Plzni, jakož i všech ostatních městech, kde se do té doby Židé usazovat nesměli.
Židovský sídelní okrsek je dodnes v podstatě dochován, nachází se v jihozápadním cípu vesnice, po silnici směrem na Biskoupky. Většina jednopatrových domků dodnes dochována.
Židovský hřbitov je dochován, ale ve špatném stavu. Nachází se asi dva kilometry severovýchodně od vesnice, po levé straně při silnici směrem na Bílou Skálu, nalevo za Terešovským potokem. Na ploše cca 4000 m² se zde dochovalo asi 300 náhrobních kamenů (nicméně počet pohřbených se předpokládá vzhledem k důležitosti a historii ŽO daleko vyšší), zejména barokního, klasicistního, secesního a novodobého typu. Je zde pohřben J. A. Popper, zakladatel místní chemické továrny a poslední známý představený místní židovské obce, nebo Julius Bondy, vydavatel časopisu Österreichischer Ungarischer Zintwarenfabrikant.
Ačkoliv místní synagoga, na rozdíl od mnoha jiných, přečkala období holocaustu téměř bez úhony, osudnou se jí stala až lhostejnost komunistických úřadů, a tak byla pro špatný technický stav roku 1964 stržena. Budovu ovšem šlo zachránit, např. adaptací na požární zbrojnici apod..

## Přírodní poměry
Chráněná rezervace V Horách se nachází ve výšce 358–449 metrů nad mořem a prostírá se na ploše 50,63 ha. Chráněnou rezervací byla vyhlášena v roce 1966. Pro svůj bohatý výskyt tisu červeného, zastoupeného počtem cca 3200 kusů, se tato rezervace řadí mezi největší tisové háje ve střední Evropě. Kromě bohatého výskytu tisu červeného, který dorůstá výšky 10–20 metrů a jehož stáří se pohybuje od 300 let až po ojedinělých 1000 let, je zde též zastoupení stromů jako je javor mléč (Acer platanoides), habr obecný (Carpinus betulus), borovice lesní (Pinus sylvestris), jedle bělokorá (Abies alba) a další. Mezi keři najdeme velký počet zimoleze obecného (Lonicera xylosteum) a meruzalky alpské (Ribes alpinum). V rostlinné čeledi nalezneme prvosenku vyšší (Primula elatior), oměj vlčí (Aconitum vulparia), kručinku německou (Genista germanica) a jiné. Podklad tohoto lesa tvoří vulkanity, jež jsou produkty sopečných erupcí.

## Obyvatelstvo
| Rok            | 1869 | 1880 | 1890 | 1900 | 1910 | 1921 | 1930 | 1950 | 1961 | 1970 | 1980 | 1991 | 2001 | 2011 | 2021 |
| -------------- | ---- | ---- | ---- | ---- | ---- | ---- | ---- | ---- | ---- | ---- | ---- | ---- | ---- | ---- | ---- |
| Počet obyvatel | 944  | 909  | 805  | 693  | 658  | 614  | 549  | 384  | 379  | 348  | 258  | 174  | 149  | 163  | 199  |
| Počet domů     | 135  | 137  | 134  | 127  | 126  | 124  | 123  | 129  | 112  | 105  | 85   | 110  | 116  | 123  | 123  |

## Obecní správa a politika
Mezi lety 1869–1979 Terešov byl obcí v okrese Hořovice (1869–1890) a později v okrese Rokycany. Od 1. ledna 1980 do 31. srpna 1990 patřil jako část obce k Mlečicím a od 1. září 1990 je opět samostatnou obcí.

### Části obce
- Terešov (včetně ZSJ Terešovská Huť)
- Bílá Skála

### Obecní symboly
Znak a vlajka byly obci uděleny rozhodnutím předsedkyně Poslanecké sněmovny Parlamentu České republiky dne 12. dubna 2013.

### Politika
Starostou obce je od 3. listopadu 2014 Roman Dibus, který byl schválen většinou pěti ze sedmi zastupitelů ve veřejném hlasování na ustavujícím zasedání zastupitelstva a nahradil svého předchůdce Josefa Maška.

## Pamětihodnosti

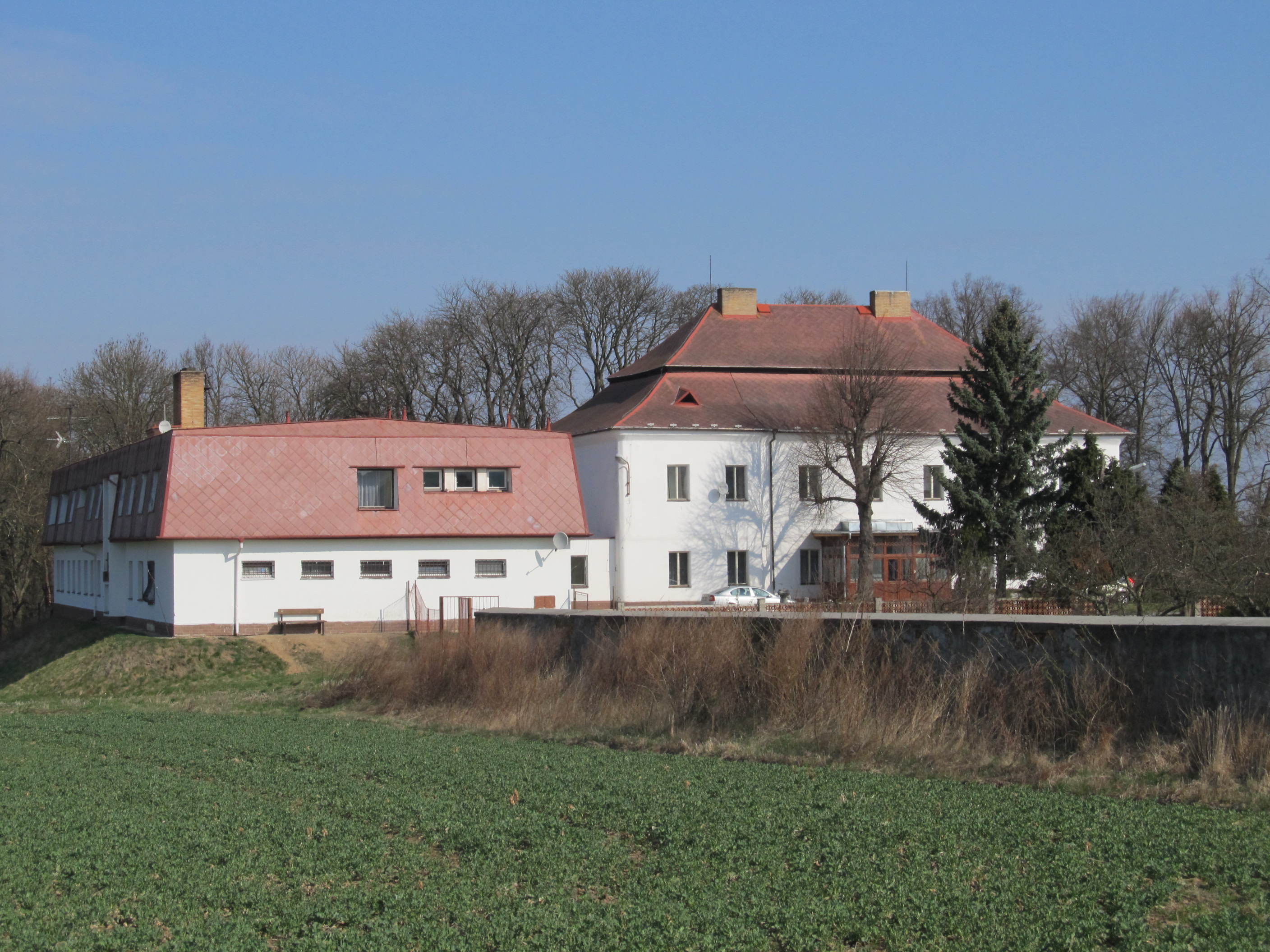
Zámek

- Zámek  – vrcholně barokní drobná stavba venkovského šlechtického sídla typu maison de plaissance (francouzsky dům pro potěšení), na obdélném půdorysu se středním rizalitem a mansardovou střechou; čestný dvůr a květná zahrada s osově postavenými domky byly zničeny v 60. letech 20. století, kdy byl zámek adaptován pro nápravně výchovný ústav mládeže.[5]
- Socha svatého Jana Nepomuckého – barokní z první poloviny 18. století
- Sýpka
- Silniční most – propustek
- Usedlost čp. 4 (E39)
- Kaple svatého Vojtěcha v lese, asi dva kilometry od vesnice; s trojbokým závěrem, postavena roku 1738, původně se třemi oltáři: sv. Vojtěcha, Barbory a sv. Antonína Paduánského[14]
- Židovský hřbitov